# Licania gonzalezii
Licania gonzalezii là một loài thực vật có hoa trong họ Cám. Loài này được Miranda mô tả khoa học đầu tiên năm 1965.